# Ethylen glycol
Ethylen glycol (danh pháp IUPAC: ethane-1,2-diol) là một hợp chất hữu cơ có công thức (CH2OH)2. Nó chủ yếu được sử dụng cho hai mục đích, một là nguyên liệu thô trong sản xuất sợi polyester, hai là cho các công thức chống ăn mòn. Đây là một loại xi-rô hương vị không màu, không mùi. Ethylen glycol có độc tính vừa phải.

## Sản xuất
Ethylen glycol được sản xuất từ ethylen (ethen), thông qua ethylen oxide trung gian. Ethylen oxide phản ứng với nước để tạo ra ethylen glycol theo phương trình hóa học:
C2H4O + H2O → HO-CH2CH2-OH
Phản ứng này có thể được xúc tác bởi một trong hai acid hoặc base, hoặc có thể xảy ra ở pH trung tính ở nhiệt độ cao. Năng suất cao nhất của ethylen glycol xảy ra ở pH acid hoặc trung tính với một lượng lớn nước. Dưới điều kiện này, sản lượng glycol ethylen có thể đạt được 90%. Các sản phẩm phụ chủ yếu là ethylen glycol oligomer diethylen glycol, triethylen glycol, và tetraethylen glycol. Khoảng 6,7 tỷ kg chất này đã được sản xuất hàng năm.
Một tính chọn lọc cao hơn đạt được bằng cách sử dụng Shell của quá trình OMEGA. Trong quá trình OMEGA, ethylen oxide lần đầu tiên được chuyển đổi với carbon dioxide (CO2) thành ethylen carbonat để phản ứng với nước trong bước thứ hai để tạo ra một cách chọn lọc glycol mono ethylen. Carbon dioxide được giải phóng trong bước này một lần nữa và có thể được đưa trở lại mạch xử lý. Carbon dioxide xuất phát từ việc sản xuất ethylen oxide, nơi mà một phần ethylen bị oxy hóa hoàn toàn.
Ethylen glycol được sản xuất từ carbon monoxide ở các nước có trữ lượng than lớn. Các quốc gia có tiềm năng lớn về hóa học khí tổng hợp bao gồm Trung Quốc. Sự oxy hóa carbonyl hóa methanol với dimethyl oxalat cung cấp một cách tiếp cận đầy hứa hẹn cho việc sản xuất ethylen glycol dưới dạng C 1 ethylen glycol. Dimethyl oxalat có thể được chuyển đổi thành ethylen glycol với năng suất cao (94,7%) bằng cách hydro hóa với xúc tác đồng: 
Methanol được tái chế. Do đó sản xuất chỉ tiêu thụ carbon monoxide, hydro, và oxy. Một nhà máy có công suất 200.000 tấn ethylen glycol mỗi năm ở Nội Mông Cổ, một nhà máy thứ hai với công suất 250.000 tấn/năm được lên kế hoạch cho năm 2012 tại Hà Nam, Trung Quốc. Đến năm 2015, bốn nhà máy ở Trung Quốc với công suất 200.000 tấn/năm.nhà máy đã hoạt động với ít nhất 17 nhà máy tương tự nữa.

### Các khía cạnh lịch sử và sự xuất hiện tự nhiên
Theo hầu hết các nguồn tin, nhà hoá học người Pháp Charles-Adolphe Wurtz (1817-1884) đã điều chế ra ethylen glycol lần đầu tiên vào năm 1856. Trước tiên ông đã điều chế "ethylen iodide" (C2H4I2) bằng bạc acetat và sau đó thủy phân sản phẩm "Ethylen diacetat "với kali hydroxide. Wurtz đã đặt tên hợp chất mới của mình là "glycol" vì nó có các phẩm chất với cả cồn ethyl (với một nhóm hydroxyl) và glycerin (với ba nhóm hydroxyl). Năm 1859, Wurtz đã điều chế ethylen glycol bằng cách hydrat hóa chất ethylen oxide.
Tại Hoa Kỳ, việc sản xuất thương mại của ethylen glycol thông qua ethylen chlorohydrin bắt đầu vào năm 1917. Nhà máy glycol thương mại quy mô lớn đầu tiên được xây dựng vào năm 1925 tại Nam Charleston, Tây Virginia, bởi Carbide và Carbon Chemicals Co. (nay là Union Carbide Corp). Đến năm 1929, hầu hết các nhà sản xuất thuốc nổ đều sử dụng ethylen glycol. Năm 1937, Carbide bắt đầu nhà máy đầu tiên dựa trên quy trình của Lefort cho quá trình oxy hóa giai đoạn hơi của ethylen đến ethylen oxide. Carbide duy trì một độc quyền về quá trình oxy hóa trực tiếp cho đến năm 1953, khi quá trình Thiết kế Khoa học đã được thương mại hoá và cung cấp giấy phép.

## Sử dụng
Ethylen glycol chủ yếu được sử dụng trong các công thức chống ăn mòn (50%) và là nguyên liệu thô trong sản xuất polyeste như polyethylen terephthalat (PET) (40%).

### Chất làm lạnh và chất chuyển nhiệt
Việc sử dụng chính ethylen glycol là một phương tiện để truyền nhiệt đối lưu, ví dụ như ô tô và máy làm mát bằng chất lỏng. Ethylen glycol cũng thường được sử dụng trong các hệ thống điều hòa không khí lạnh mà đặt máy làm lạnh hoặc máy điều hoà không khí bên ngoài, hoặc các hệ thống phải làm mát dưới nhiệt độ đông của nước. Trong các hệ thống sưởi ấm / làm lạnh địa nhiệt, ethylen glycol là chất lỏng vận chuyển nhiệt thông qua việc sử dụng một máy bơm nhiệt địa nhiệt. Ethylen glycol thu được năng lượng từ nguồn (hồ, đại dương, giếng nước) hoặc tiêu tan nhiệt vào bồn rửa, tùy thuộc vào việc hệ thống đang được sử dụng để sưởi ấm hay làm mát.
Ethylen glycol nguyên chất có công suất nhiệt đặc biệt khoảng một nửa lượng nước. Vì vậy, trong khi bảo vệ chống đông và tăng điểm sôi, ethylen glycol làm giảm dung tích nhiệt riêng của hỗn hợp nước so với nước tinh khiết. Một hỗn hợp 50/50 khối lượng có công suất nhiệt riêng khoảng 3140 J / kg C (0,75 BTU / lb F) chiếm 3/4 lượng nước tinh khiết, do đó đòi hỏi tăng lưu lượng trong cùng hệ thống so với nước. Sự hình thành các bong bóng lớn trong các đoạn băng làm mát bằng khí nén sẽ ức chế nghiêm trọng dòng chảy nhiệt từ dòng chảy đó do đó sẽ không khuyến khích cho quá trình trao đổi nhiệt do sự nảy sinh (bong bóng nhỏ) xảy ra. Bong bóng lớn trong đoạn băng làm mát sẽ tự duy trì hoặc phát triển lớn hơn, với sự mất mát hoàn toàn làm mát tại chỗ đó. Với tinh khiết MEG, điểm nóng phải đạt đến 200 độ C.

### Chất chống đông
Ethylen glycol phá vỡ liên kết hydro khi hòa tan trong nước. Ethylen glycol nguyên chất đóng băng ở khoảng -12 °C (10.4 °F), nhưng khi trộn với nước, hỗn hợp không dễ kết tinh, và do đó điểm đóng băng của hỗn hợp bị giảm mạnh. Cụ thể, hỗn hợp 60% ethylen glycol và 40% nước đóng băng ở -45 °C (-49 °F). Diethylen glycol cũng hoạt động tương tự. Nó được sử dụng như một chất lỏng đóng băng cho kính chắn gió và máy bay. Khả năng chống ăn mòn của ethylen glycol đã làm cho nó trở thành một thành phần của hỗn hợp đông lạnh (kết tinh chống ăn mòn) để bảo quản các mô và mô sinh học ở nhiệt độ thấp.
Tuy nhiên, điểm sôi của ethylen glycol trong nước tăng đơn điệu với tỷ lệ phần trăm ethylen glycol ngày càng tăng. Do đó, việc sử dụng ethylen glycol không chỉ làm giảm điểm đóng băng, mà còn làm tăng điểm sôi để phạm vi hoạt động cho chất lỏng truyền nhiệt được mở rộng ở cả hai đầu của thang nhiệt độ. Sự gia tăng nhiệt độ sôi là do ethylen glycol tinh khiết có điểm sôi cao hơn nhiều và áp suất hơi thấp hơn nước tinh khiết; Không có sự ổn định hoá học đối với sự sôi của pha lỏng ở các chế phẩm trung gian, vì có sự đóng băng.

### Tiền chất cho polymer
Trong ngành công nghiệp nhựa, ethylen glycol là một tiền thân quan trọng cho sợi polyester và nhựa. Polyethylen terephthalat, được sử dụng để làm chai nhựa cho nước giải khát, được chế tạo từ ethylen glycol.
Ethylen glycol là một tiền thân của polyethylen terephthalat, được sản xuất trên quy mô hàng triệu tấn mỗi năm.

### Các sử dụng khác

#### Chất khử nước
Ethylen glycol được sử dụng trong ngành công nghiệp khí đốt tự nhiên để loại bỏ hơi nước từ khí tự nhiên trước khi gia công thêm theo cùng một cách như triethylen glycol (TEG).

#### Hydrat ức chế
Bởi vì điểm sôi cao và ái lực với nước, ethylen glycol là chất làm khô hữu ích. Ethylen glycol được sử dụng rộng rãi để ức chế sự hình thành các clathrat khí tự nhiên (hydrat) trong các ống dẫn đa dải dài truyền khí tự nhiên từ các cánh đồng khí từ xa đến cơ sở chế biến khí. Ethylen glycol có thể được lấy lại từ khí tự nhiên và được tái sử dụng như một chất ức chế sau khi xử lý làm sạch mà loại bỏ nước và muối vô cơ.
Khí tự nhiên bị khử nước bởi ethylen glycol. Trong ứng dụng này, ethylen glycol chảy xuống từ đỉnh của một tháp và gặp một hỗn hợp hơi nước và khí hydrocarbon đang gia tăng. Khí khô thoát ra từ phía trên của tháp. Các glycol và nước được tách ra, và glycol tái chế. Thay vì loại bỏ nước, ethylen glycol cũng có thể được sử dụng để làm giảm nhiệt độ mà hydrat được hình thành. Độ tinh khiết của glycol được sử dụng để ức chế hydrate thường là khoảng 80%, trong khi độ tinh khiết của glycol dùng để khử nước (triethylen glycol) thường là 95 đến hơn 99%. Hơn nữa, tỷ lệ tiêm cho sự ức chế hydrate thấp hơn nhiều so với tốc độ tuần hoàn trong tháp khử nước glycol.

#### Các ứng dụng Niche
Việc sử dụng ethylen glycol không nghiêm trọng bao gồm việc sản xuất các tụ điện, như một chất trung gian hóa học trong sản xuất 1,4-dioxan, như chất phụ gia để ngăn ngừa sự ăn mòn trong các hệ thống làm mát chất lỏng cho máy tính cá nhân và bên trong các thiết bị ống kính của loại ống tia catot Của các tivi chiếu sau. Ethylen glycol cũng được sử dụng trong sản xuất một số văcxin, nhưng nó không phải là chính nó trong các mũi tiêm này. Nó được sử dụng như là một thành phần nhỏ (1-2%) trong đánh bóng giày và trong một số mực và thuốc nhuộm. Ethylen glycol đã thấy một số sử dụng như là một điều trị thối và nấm cho gỗ, cả hai như là một biện pháp phòng ngừa và điều trị sau khi thực tế. Nó đã được sử dụng trong một số trường hợp để điều trị một phần đồ gỗ bị hư hỏng để được trưng bày trong các bảo tàng. Đây là một trong số ít phương pháp điều trị thành công trong việc đối phó với thối rữa bằng gỗ và tương đối rẻ. Ethylen glycol cũng có thể là một trong những thành phần nhỏ trong dung dịch làm sạch màn hình cùng với thành phần chính của rượu isopropyl. Ethylen glycol thường được sử dụng như chất bảo quản mẫu vật sinh học, đặc biệt là ở các trường trung học trong quá trình giải phẫu như một chất thay thế an toàn hơn cho formaldehyde. Nó cũng có thể được sử dụng trong việc giết chum. Nó cũng được sử dụng như một phần của chất lỏng thủy lực dựa trên nước được sử dụng để kiểm soát các thiết bị sản xuất dầu và khí dưới biển.
Một cách sử dụng thú vị khác là trong việc xử lý thối rữa khô hoặc thối rữa trắng trên gỗ, phần gỗ bị hỏng hoặc bị ảnh hưởng dễ dàng hút lên và nấm sau đó bị giết. Ưu điểm chính của loại hình xử lý này là glycol có tính thẩm thấu và gỗ đã bị hư hỏng do nước sẵn sàng hấp thụ một sản phẩm nước.
Ethylen glycol được sử dụng như một nhóm bảo vệ trong tổng hợp hữu cơ để bảo vệ các hợp chất carbonyl như xeton và aldehyde.

## Phản ứng hóa học
Ethylen glycol được sử dụng như một nhóm bảo vệ các nhóm carbonyl trong tổng hợp hữu cơ. Xử lý một xeton hoặc aldehyde với ethylen glycol trong sự hiện diện của một chất xúc tác acid (ví dụ, acid p-toluenesulfonic; BF3 • Et2O) cho tương ứng với một 1,3-dioxolan, đó là khả năng chống các căn cứ và nucleophiles khác. Các nhóm bảo vệ 1,3-dioxolan sau đó có thể được loại bỏ bằng acid hơn nữa quá trình thủy phân. Trong ví dụ này, isophorone được bảo vệ bằng cách sử dụng ethylen glycol với acid p-toluenesulfonic với năng suất vừa phải. Nước đã được loại bỏ bằng chưng cất azeotropic để chuyển sự cân bằng sang phải.

## Ngộ độc
Ethylen glycol là độc hại vừa phải, với miệng LD Lo = 786 mg / kg đối với con người. Nguy hiểm lớn là do vị ngọt của nó, có thể thu hút trẻ em và động vật. Khi ăn phải, ethylen glycol bị oxy hóa thành acid glycolic, và do đó bị oxy hóa thành acid oxalic, độc tố. Nó và các sản phẩm phụ độc hại đầu tiên ảnh hưởng đến hệ thần kinh trung ương, sau đó là tim, và cuối cùng là thận. Hút thuốc có thể gây tử vong nếu không được điều trị. Một số ca tử vong được ghi chép hàng năm ở Mỹ.
Có sẵn các sản phẩm chống đông cho sử dụng ô tô có chứa propylen glycol thay cho ethylen glycol. Nói chung chúng được coi là an toàn hơn khi sử dụng, vì propylen glycol được chuyển đổi trong cơ thể thành acid lactic, một sản phẩm thông thường của sự trao đổi chất và tập thể dục.
Úc, Anh, và 17 bang của Hoa Kỳ (tính đến năm 2012) yêu cầu thêm một loại gia vị cay đắng (denatonium benzoate) vào chất chống đông. Vào tháng 12 năm 2012, các nhà sản xuất chống đông tại Hoa Kỳ đã tự nguyện đồng ý thêm một hương vị cay đắng cho tất cả chất chống đông được bán ở thị trường tiêu dùng Mỹ.

## Trong môi trường
Ethylen glycol là một hóa chất lượng sản xuất cao; Nó sẽ vỡ trong không khí trong khoảng mười ngày, và trong nước hoặc đất trong một vài tuần. Nó đi vào môi trường thông qua việc phân tán các sản phẩm có chứa ethylen glycol, đặc biệt là ở các sân bay, nơi nó được sử dụng trong các đại lý cho đường băng và máy bay. Trong khi liều thấp kéo dài của ethylen glycol chương trình không có độc tính, ở liều gây chết người gần (> = 1000 mg / kg mỗi ngày) hành vi ethylen glycol là gây quái thai. "Dựa trên cơ sở dữ liệu khá rộng rãi, nó gây ra các biến dạng xương và dị tật ở chuột và chuột do tất cả các tuyến đường phơi nhiễm. Phân tử này đã được quan sát thấy ở ngoài không gian.